# ファウルハーバーの公式

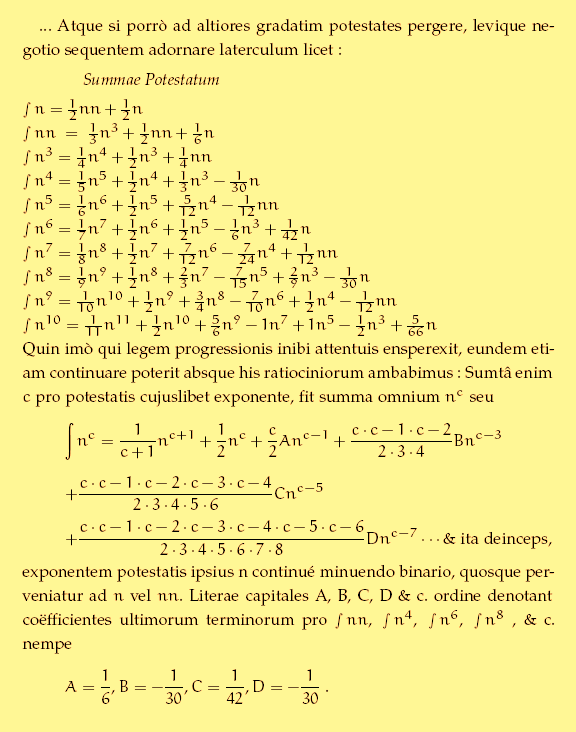
ヤコブ・ベルヌーイの『推測術』（Ars Conjectandi、1713年）より。10乗和までの公式と、ベルヌーイ数を用いた一般的な冪乗和の公式が与えられている。ただし、9乗和の最後の項 -(1/12) n^{2} は誤りであり、正しくは -(3/20) n^{2} である。

ファウルハーバーの公式（ファウルハーバーのこうしき、Faulhaber's formula）は、最初の n 個の k 乗数の和
{\displaystyle S_{k}(n):=1^{k}+2^{k}+\dotsb +n^{k}}
を、ベルヌーイ数を用いて n の多項式で表す公式である。冪乗和についての研究をした、17世紀のドイツの数学者ヨハン・ファウルハーバーの名が冠されているが、ベルヌーイ数を発見して初めて公式を与えたのは関孝和およびヤコブ・ベルヌーイである。「ファウルハーバーの公式」という呼称は必ずしも一般的ではなく、ベルヌーイの公式、または内容を直接的に表現して冪乗和の公式などと呼ばれることもある。

## 公式
ベルヌーイ数を定義するには複数の方法があるが、ここでは
{\displaystyle B_{0}=1,\quad \sum _{i=0}^{k}(-1)^{i}{k+1 \choose i}B_{i}=0\quad (k=1,2,\cdots )}
によって帰納的にベルヌーイ数 Bj (j = 0, 1, 2, …) を定める。ここに、
{\displaystyle {n \choose m}={\frac {n!}{(n-m)!\,m!}}}
は二項係数である。
このとき、
{\displaystyle S_{k}(n)={\frac {1}{k+1}}\sum _{j=0}^{k}{k+1 \choose j}B_{j}n^{k+1-j}\quad (k=0,1,\cdots )}
が成り立つ。特に、Sk(n) を n の多項式で表したときの、最高次の項は nk+1/(k + 1)、一次の項は Bkn、定数項は 0 である。

### 略式の表示
ファウルハーバーの公式は一見複雑に見えるが、二項定理と似ていることに着目すれば、略式の表示を与えることができる。例えば、(n + B)2 を二項展開すると n2B0 + 2n1B1 + n0B2 であるが、n の冪はそのままの意味にとり、B の冪は添え字を下付きにしたベルヌーイ数を意味するものと考える。言い換えると、n2B0 + 2n1B1 + B2 を略式で (n + B)2 と表すことを許すものと約束する。このとき、ファウルハーバーの公式は
{\displaystyle 1^{k}+2^{k}+\dotsb +n^{k}={\frac {(n+B)^{k+1}-B^{k+1}}{k+1}}}
と表現できる。
より正確に記述するために、多項式環 Q[b] から Q への線型写像 T を T(bj) = Bj で定義しておけば、公式は
{\displaystyle S_{k}(n)={\frac {T((n+b)^{k+1}-b^{k+1})}{k+1}}}
と表せる。
なお、略式の表示を許せば、ベルヌーイ数の定義も
{\displaystyle B_{0}=1,\quad (B-1)^{k+1}=B^{k+1}\quad (k=1,2,\cdots )}
と簡潔に表現できる。

## 例
はじめのいくつかのベルヌーイ数は B0 = 1, B1 = 1/2, B2 = 1/6, B3 = 0, B4 = −1/30 であるから、例えば
{\displaystyle {\begin{aligned}S_{4}(n)&={\frac {(n+B)^{5}-B^{5}}{5}}={\frac {n^{5}B_{0}+5n^{4}B_{1}+10n^{3}B_{2}+10n^{2}B_{3}+5nB_{4}}{5}}\\&={\frac {1}{5}}\left(n^{5}+{\frac {5}{2}}n^{4}+{\frac {5}{3}}n^{3}-{\frac {1}{6}}n\right)\end{aligned}}}
などと計算される。同様にして、6乗和までは以下のようになる。
{\displaystyle {\begin{aligned}S_{0}(n)&=n\\S_{1}(n)&={\frac {n^{2}+n}{2}}={\frac {1}{2}}n(n+1)\\S_{2}(n)&={\frac {2n^{3}+3n^{2}+n}{6}}={\frac {1}{6}}n(n+1)(2n+1)\\S_{3}(n)&={\frac {n^{4}+2n^{3}+n^{2}}{4}}={\frac {1}{4}}n^{2}(n+1)^{2}\\S_{4}(n)&={\frac {6n^{5}+15n^{4}+10n^{3}-n}{30}}={\frac {1}{30}}n(n+1)(2n+1)(3n^{2}+3n-1)\\S_{5}(n)&={\frac {2n^{6}+6n^{5}+5n^{4}-n^{2}}{12}}={\frac {1}{12}}n^{2}(n+1)^{2}(2n^{2}+2n-1)\\S_{6}(n)&={\frac {6n^{7}+21n^{6}+21n^{5}-7n^{3}+n}{42}}={\frac {1}{42}}n(n+1)(2n+1)(3n^{4}+6n^{3}-3n+1)\end{aligned}}}
なお、日本の中等教育において数列を扱う際には、(x + 1)k − xk の展開式を利用して、帰納的に冪乗和の公式が得られることを教え、S0(n), S1(n), S2(n), S3(n) は公式として記憶するよう指導することが一般的である。

## 歴史

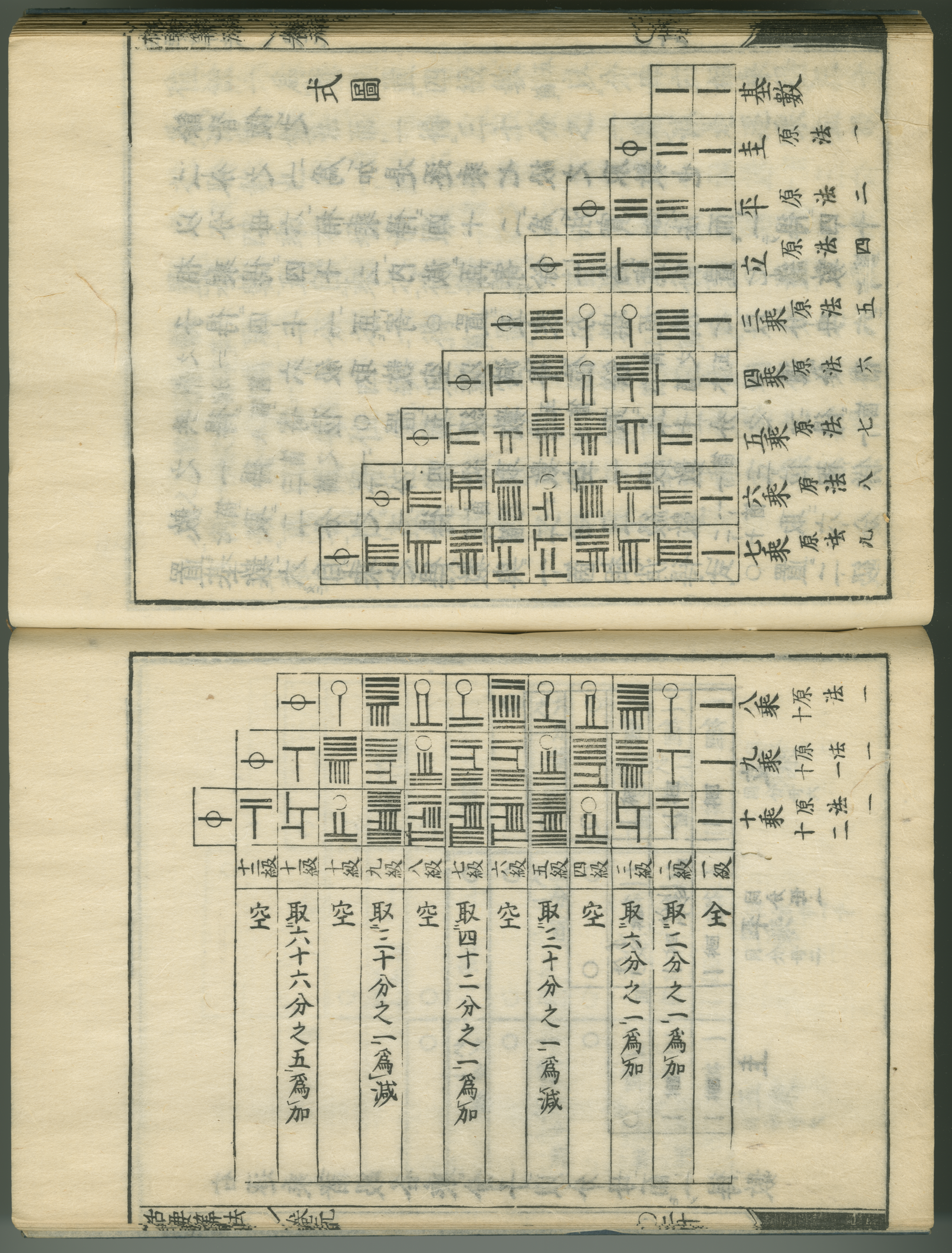
関孝和『括要算法』（1712年）の「式図」。冪乗和の公式を導くための表である。下部にはベルヌーイ数が見られ、表中には算木で表現された二項係数が並べられている。

1乗和と2乗和については、アルキメデスの時代から知られていた。3乗和に関して
{\displaystyle 1^{3}+2^{3}+\dotsb +n^{3}=(1+2+\dotsb +n)^{2}}
が成り立つことは、歴史上たびたび再発見されている。1世紀の数学者ニコマコスは「n 番目の立方数は n 個の連続した奇数の和である」ことを証明なしに述べており、既知の結果「最初の m 個の奇数の和は m の平方に等しい」と合わせると、3乗和の公式を知っていたとも見なせる。西暦500年頃、アリヤバータは3乗和の公式を明示的に与えた。西暦1000年頃、アル＝カラジは図形および数学的帰納法を用いて3乗和の公式を証明した。同じくイスラムの数学者イブン・アル・ハイサムは、4乗和の公式を与えたが、その方法を用いれば何乗和でも求めることができる。
フェルマーは、求積法のために冪乗和が重要なことを認識し、一般的な公式およびその証明を得たと述べたが、詳細は明らかにしなかった。一方、ファウルハーバーは Academia Algebrae（1631年）において17乗和までの公式を与えた。彼は一般的な公式を与えるまでには至らなかったが、Sk(n) は、k が奇数のときは S1(n) の多項式で書け、k が偶数のときは S2(n) で割れてその商がやはり S1(n) の多項式で書けることを指摘した。実際、例えば
{\displaystyle {\begin{aligned}S_{3}(n)&=(S_{1}(n))^{2}\\S_{4}(n)&={\frac {S_{2}(n)(6S_{1}(n)-1)}{5}}\\S_{5}(n)&={\frac {4S_{1}(n)^{3}-S_{1}(n)^{2}}{3}}\\S_{6}(n)&={\frac {S_{2}(n)(12S_{1}(n)^{2}-6S_{1}(n)+1)}{7}}\end{aligned}}}
などとなる。この事実は後にヤコビが再発見し、厳密な証明を与えた。
ベルヌーイ数を用いて一般的な冪乗和の公式を与えた初めての文献は、1712年の関孝和『括要算法』および1713年のヤコブ・ベルヌーイ『推測術』(Ars Conjectandi) である。共に遺稿であり（関は1708年没、ベルヌーイは1705年没）、どちらが先に公式を発見したのかは不明である。ベルヌーイは、公式を用いて 1 から 1000 までの10乗の和を計算し、8分の1時間もかからずに 91, 409, 924, 241, 424, 243, 424, 241, 924, 242, 500 を得た、と述べている。